# Bojongsana
Bojongsana is een bestuurslaag in het regentschap Tegal van de provincie Midden-Java, Indonesië. Bojongsana telt 3348 inwoners (volkstelling 2010).